# Coleophora sabulicola
Coleophora sabulicola é uma espécie de mariposa do gênero Coleophora pertencente à família Coleophoridae.